# Prairie View (Manitoba)
Prairie View es un municipio canadiense situado en la provincia de Manitoba.

## Superficie
Prairie View tiene una superficie de 1694,69 km².

## Demografía
En 2021, tenía 2161 habitantes, una densidad poblacional de 1,3 hab./km², y 970 viviendas.